# Astelia chathamica
Astelia chathamica là một loài thực vật có hoa trong họ Asteliaceae. Loài này được (Skottsb.) L.B.Moore mô tả khoa học đầu tiên năm 1966.